# Scaphodhara sahyadrica
Scaphodhara sahyadrica är en insektsart som beskrevs av Chandrasekhara A. Viraktamath och Mohan 1994. Scaphodhara sahyadrica ingår i släktet Scaphodhara och familjen dvärgstritar. Inga underarter finns listade i Catalogue of Life.